# Hallgrímur Jónasson
Hallgrímur Jónasson (Húsavík, 4 mei 1986) is een IJslands profvoetballer die als centrale verdediger speelt.
Hallgrímur begon bij ÍF Völsungur en speelde vervolgens voor de IJslandse clubs Þór Akureyri en Keflavík. In 2009 werd hij gecontracteerd door het Zweedse GAIS dat hem in 2011 verhuurde aan het Deense SønderjyskE. Die club nam hem vervolgens over en sinds 2015 speelt hij voor Odense BK.
In 2008 debuteerde Hallgrímur voor het IJslands voetbalelftal.